# Fejes György
Galántai Fejes György (Szkálnok, 1731. – 1792.) jogász, ügyvéd, megyei táblabíró. Fia Fejes János, megyei törvényszéki ülnök.

## Élete
1749. június 12-én iratkozott be a wittenbergi egyetemre, ahonnét 1750-ben Helmstadtba ment. Mindkét helyen jogot, filozófiát és teológiát tanult. Mikor hazájába visszatért, ügyvéd lett, majd Hont vármegye táblabírája lett. 1758. február 22-én nősült Toporcon. 1792-ben hunyt el.

## Művei
Kéziratban több kidolgozott jogi és hittudományi munkát hagyott hátra, ezek közül a Forma processus judicialis (93 oldal) az Országos Széchényi Könyvtárban található.